# Mademoiselle Dennebault
Françoise Jacob de Montfleury, die als Mademoiselle Dennebault bekannt wurde (* 1642 in Paris; † 27. März 1708 ebenda), war eine französische Schauspielerin.
Montfleury war die Tochter des Schauspielers und Dramatikers Zacharie Jacob, genannt Montfleury. Auch ihre Schwester Louise war Schauspielerin. Sie heiratete, erst 19-jährig, im Jahr 1661, Mathieu Dennebauld, den Handelsbevollmächtigten des Staatsguts in Französisch-Guayana. Die Ehe war von seiner Familie nicht gut gelitten, weil Montfleury arm war. Das junge Paar zog aufs Land, um sich dort einzurichten, aber sie hielten es dort nicht lange aus und nahmen ein Engagement am Théâtre de l’hôtel de Bourgogne an.
Dennebault war geradeheraus, aber auch unbeherrscht und eignete sich nicht als Schauspieler, weshalb er diese Karriere auch nicht weiterverfolgte. Montfleury jedoch konnte auf der Bühne glänzen, was nicht zuletzt ihrem kraftvollen Spiel und guten Aussehen geschuldet war. Sie war auch sehr wandelbar und spielte oft Männerrollen.
Als das Théâtre de l’hôtel de Bourgogne und das Théâtre Guénégaud 1680 zur Comédie-Française zusammengeführt wurden, war sie mit unter den ersten Sociétaires de la Comédie-Française. Dort spielte sich noch bis 1685 und ging dann mit der üblichen Pension von 1000 Livre in Pension.
Aus der Ehe gingen zwei nachweisbare Kinder hervor, die selbst nicht Schauspieler wurden. Jedoch trat ihre Enkelin in ihre Fußstapfen und debütierte als Mademoiselle Desmares an der Comédie-Française.

## Rollen (Auswahl)
- Amoureuse in La Mere Coquette von Philippe Quinault
- Venus in Les Amours déguisés von Jacques-Philippe d’Orneval
- Julie in La Femme Juge Et Partie von Antoine Jacob
- Junia in Britannicus von Jean Racine
- Aricie in Phèdre von Jean Racine